# علم المنعكسات
علم المنعكسات هو علم يهتم بدراسة وممارسة الضغط على نقاط معينة في اليدين والقدمين، تسمى بمناطق ردات الفعل. ويُصنف هذا العلم من الطب التكميلي وهو مبني على مفهوم غير علمي يعتقد أن هناك صورة معكوسة للجسم في مناطق معينة في القدمين واليدين مع افتراض أن هناك تأثير مادي على بقية أعضاء الجسم.
استخلصت مراجعة منهجية في عام 2009 أنه لا توجد أدلة مقنعة على أن علم المُنعكسات فعّال لأي حالة طبية.

## الاستخدامات الطبية
لم تستطع المراجعات في عامي 2009 و 2011 من العثور على أدلة كافية لدعم استخدام علم المُنعكسات لأي حالة طبية. مراجعة منهجية في عام 2009 لتجارب عشوائية مراقبة خلُصت إلى أن: «أفضل الأدلة المتاحة حتى الآن لم تثبت بشكل مقنع أن علم المُنعكسات فعال لعلاج أي حالة طبية.» 
لا يوجد إجماع بين الاختصاصيين في علم المُنعكسات على الكيفية التي من المفترض أن يعمل بها هذه العلم؛ الفكرة الرئيسية الموحدة هي فكرة أن مناطق على القدم تعد مقابلة لمناطق من الجسم، وذلك بمعالجة مناطق الجسم يمكن أن تتحسن الصحة من خلال مناطق القدم يقسم الاختصاصيون في علم المُنعكسات الجسم إلى عشرة مناطق عمودية متساوية، خمسة منها إلى اليمين وخمسة إلى اليسار. وقد تزايدت مخاوف العاملين بالمهن الطبية بشأن علاج الأمراض الخطيرة باستخدام علم المُنعكسات، الذي لم تثبت فعاليته، بأن ذلك يمكن أن يؤخر البحث على العلاج الطبي المناسب.

## الآلية

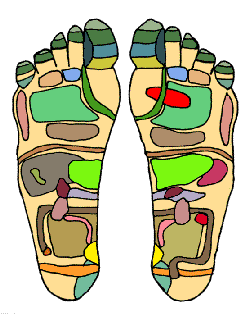
مثال على مخطط لعلم المنعكسات، و الذي يُظهر المناطق التي على القدم التي يعتقد الممارسون أنها تتوافق مع أعضاء في مناطق من الجسم

عرّف تعاون كوكرين علم المنعكسات كالآتي:
«علم المنعكسات هو معالجة لطيفة أو ضغط على أجزاء معينة من القدم لإعطاء تأثير في أماكن أخرى من الجسم.»
افترض الاختصاصيون في علم المنعكسات أن انسداد مجال للطاقة، أو قوة خفية للحياة، أو الطاقة، يمكن أن يمنع الشفاء. مبدأ آخر لعلم المنعكسات هو تصديق بأن الطبيب الممارس يمكنه تخفيف الإجهاد والألم في أجزاء أخرى من الجسم من خلال معالجة القدمين. أحد التفسيرات المزعومة أن الضغط المُتلقى على القدمين يمكن أن يرسل إشارات توازن الجهاز العصبي أو تفرز مواد كيميائية مثل الإندورفين الذي يقلل من الإجهاد والألم. هذه الفرضيات قوبلت بالرفض من قبل المجتمع الطبي، الذي أشار إلى عدم وجود دليل علمي ولم يتم اختبار النظرية الجرثومية للأمراض عليها بشكل جيد.
كانت مطالبة علم المنعكسات بتداول الطاقة مثيرة للجدل بشكل كبير، حيث لا يوجد دليل علمي على وجود طاقة الحياة، «توازن الطاقة»، «بنية بلورية»، أو «مسارات» في الجسم.
خدعة أم علاج؟ الطب البديل قيد التجربة، صرّح سيمون سناي بأنه إن كانت اليدين والقدمين بالفعل «تعكس» الأعضاء الداخلية، قد يكون من المتوقع أن يفسر علم المنعكسات كيف لهكذا «انعكاس» قد استُمد من عملية الانتقاء الطبيعي الدارويني؛ ولكن سناي يقول أنه لم يتم تقديم أي حجة أو دليل.

## القواعد

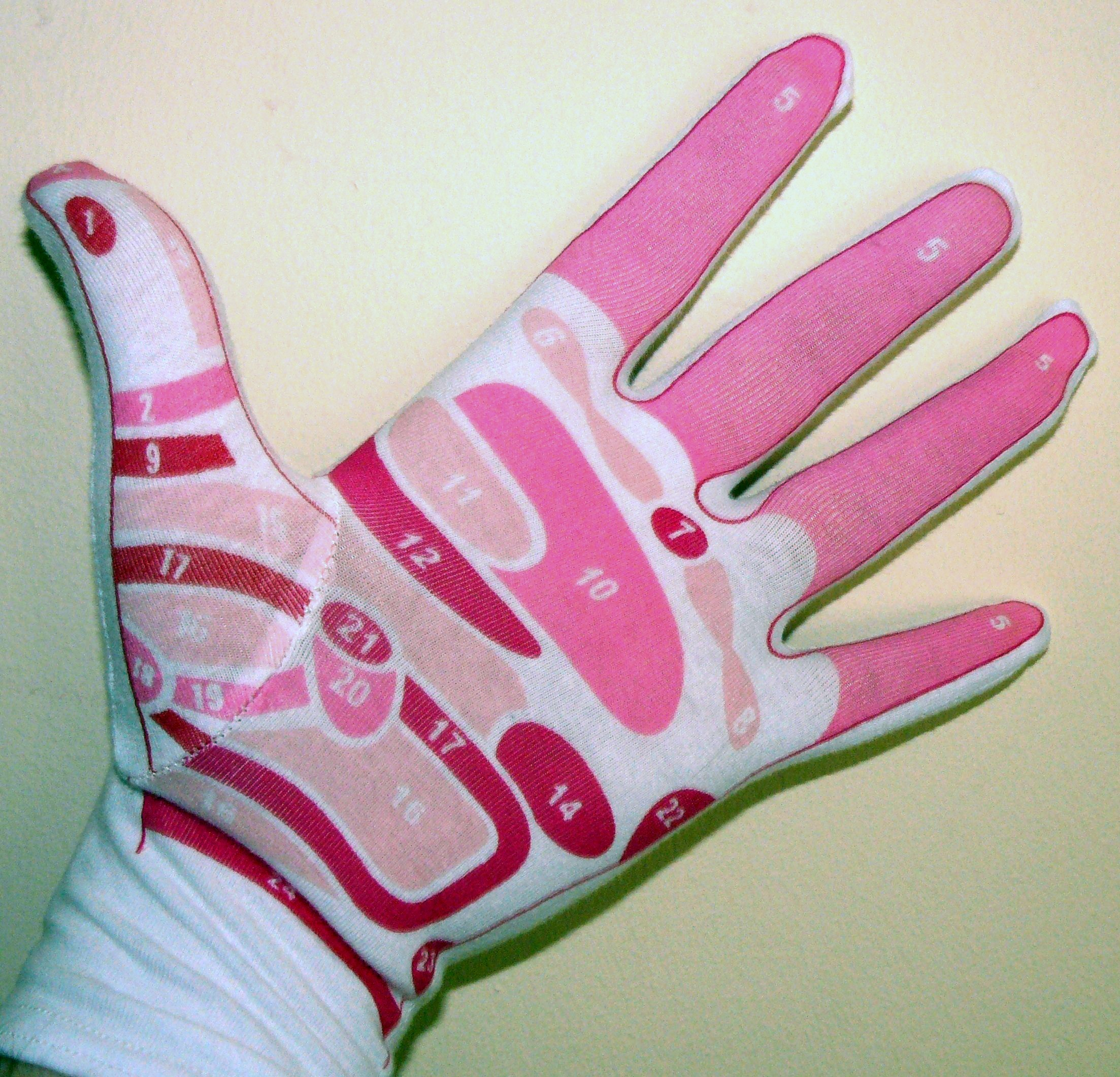
مثال على مخطط لعلم المنعكسات لليد، و الذي يُظهر المناطق التي على اليد التي يعتقد الممارسون أنها تتطابق مع الأعضاء في مناطق من الجسم

في المملكة المتحدة، يتم تنسيق علم المنعكسات على أساس تطوعي من قبل مجلس الرعاية الصحية التكميلية والطبيعية (م.ر.ص.ت.ط). المطلوب من المسجلين أن يلبوا معايير الكفاءة التي حددتها لوائح المهنة المعينة، بما أن (م.ر.ص.ت.ط) تطوعي يمكن لأي ممارس أن يصف نفسه كاختصاصي في علم المنعكسات. عندما بدأت (م.ر.ص.ت.ط) الاعتراف باختصاصيي علم المنعكسات، قام المشككون بالبحث ووجدوا أن 14 منهم يدّعون الفعالية على الأمراض. وكما ذُكر، فقد تراجع (م.ر.ص.ت.ط) عن الإدعاءات حيث أنها تتعارض مع سلطة المعايير الإعلانية لديهم.
في كندا، علم المنعكسات غير منظم في أي مقاطعة والنفقات المُتكبدة غير مُؤهلة لضرائب الدخل كما في المستحقات الطبية رابطة علم المنعكسات الكندية لديها معالجين بعلم المنعكسات في جميع المقاطعات، ولكن هنالك العديد من الرابطات الأخرى في بريطانيا، كولومبيا، أونتاريو وكيبيك.
علم المنعكسات هو واحد من أكثر العلاجات البديلة استخداماً في الدانمارك. أظهرت دراسة استقصائية وطنية من عام 2005 أن 21.4% من سكان الدانمارك قد استخدموا علم المنعكسات في مرحلة ما من الحياة و 6.1% قد استخدموه خلال السنة الماضية أظهرت دراسة من النرويج أن 5.6% من سكان النرويج في عام 2007 قد استخدموا علم المنعكسات خلال الإثنى عشر شهراً الماضية

## تاريخ
الممارسات الشبيهة بعلم المنعكسات ربما تكون قد وجدت في المراحل التاريخية السابقة. الممارسات المشابهة قد دُونت في تاريخ كلاً من الصين ومصر. ونُشرت أول دراسة في هذا العلم عام 1582 م بواسطة الدكتور ادموس والدكتور اتاتيس وتبعها الدكتور بيل لايبنيغ بنشر دراسة أخرى. وقد تم جلب علم المنعكسات إلى الولايات المتحدة عام 1913 عن طريق ويليام ه. فيتزجيرالد، دكتور في الطب (1872-1942)، اختصاصي في الأنف والأذن والحنجرة، ود. ادوين باورز. ادعى فيتزجيرالد أن ممارسة الضغط له تأثير تخديري على مناطق أخرى من الجسم. تم تعديله في الثلاثينات والأربعينات من قبل يونس د. انغهام (1889-1974)، وهو ممرض ومعالج طبيعي. ادعى انغهام أن الأقدام والأيدي حساسة بشكل خاص، ورسم خريطة لكامل الجسم على شكل منعكسات على القدمين وأعاد تسمية «علاج المنطقة» واستبدل الاسم بعلم المنعكسات. وتتابعت الدراسات حتى وصل العلم إلى أونيس أنغام، والتي تعد من أوائل من وضعوا أساس نظري لهذا العلم، وذلك في عام 1900م.[بحاجة لمصدر] ثم أدخلت الممرضة دورين بايلي -المجازة لهذا العلم- لأوروبا، بعد دراستها مع أونيس انغهام في أميركا، وذلك قبل عودتها لوطنها –بريطانيا- عام 1960م. الي ان وصل العلم إلي أرض العرب من خلال أول عالم عربي بالرفلكسولوجي وهو سعد فاروق الشهير «سعد المصري» وذلك عام 1999 وذلك بعد دراسته بولاية كاليفورنيا بجامعة بريكلي وحصوله علي درجة بروفيسور، ثم ظهر علي يده تلميذه المصري علي صبحي وذلك عام 2015م.[بحاجة لمصدر] استخدم الاختصاصيون الجدد في علم المنعكسات طريقة انغهام، أو تقنيات مشابهة تم تطوريها من قبل الاختصاصية في علم المنعكسات لورا نورمان.

## المشي حافيا
الضغط على مناطق رد الفعل في القدم لبعض الوقت أثناء المشي حافيا، يحث الكبد، والقولون، والجلد، والرئتين، على القيام بوظائفهم الحيوية، ويستخرج السموم الموجودة فيها بعيدا عن الجسم. كما أنه يمكننا - كما يناظره في علم المنعكسات - أن تتعرف على وجود الخلل في أي عضو في الجسم، حتى وإن لم يتم الكشف عن وجود علة بذلك العضو، وذلك بشدة الألم الحاصلة عند نقطة رد الفعل دون غيرها في القدم.
هذا النوع من المشي يمد الجسم بالحيوية والطاقة اللازمة. فمثلا: تدفق الدم لخلايا الجسم المحمل بالأكسجين، والطاقة، يحارب كافة حالات التعب المزمن والكسل. ويعمل أيضا على إزالة الأحاسيس السلبية. ويعيد التوازن العضوي والفكري. وهذا بدوره يساعد على تجلي الأفكار، وزيادة القدرة على التركيز والانتباه، ويساعد على إزالة الضغط النفسي الذي يدمر مناعة الجسم، ويجعله عرضة للإصابة بالأمراض العضوية.
غالبا ما تكون النقاط في القدمين مؤلمة أكثر مما هي في اليدين وبقية أعضاء الجسم، لأنه بحسب قانون الجاذبية، ووقوفنا الكثير على قدمينا، تترسب مواد معينة تسبب إغلاق لمسارات أو تيارات الطاقة الكهرومغناطيسية. وبالضغط على هذه النقاط المتصلبة، يساعد على فتح القنوات لهذه الطاقة. ويتسنى - بالاتصال المباشر - لذبذبات الطاقات المنبعثة من المعادن والألوان الموجودة في الحصى والحجارة... أن تسير هذه الطاقات في مداراتها بحركة طبيعية، فتعود بذلك الحيوية إلى جميع الأعضاء التابعة لهذه المسارات.
كما أن علم المنعكسات محدود الإمكانيات - إذ لا يستطيع بواسطته إيقاف أي علاج بالأدوية أو الامتناع عن إجراء أي عملية جراحية - فإنه يمكننا القول عن إمكانية محدودية المشي حافيا أيضا. ويمكن اعتبار المشي حافيا لبعض الوقت علاج مكمل، ووقائي، كما هو الحال في علم المنعكسات. تعتمد المدة الذي الذي يجب أن يتم فيه المشي على عظة عوانل مثل طبيعة الأرض ومقياس الحصى الذي سوف نسير عليها، وعلى سمك جلد القدم، والوزن، والعمر، ومقدار الضغط على القدم، وكيفية توزيع هذا الضغط وغيرها.

## الملاحظات
1. ↑  Kunz، Kevin؛ Kunz، Barbara (1993). The Complete Guide to Foot Reflexology. Reflexology Research Project. مؤرشف من الأصل في 2021-03-07. اطلع عليه بتاريخ 2011-02-16.
2. 1 2 3  Ernst E (2009). "Is reflexology an effective intervention? A systematic review of randomised controlled trials". Med J Aust. ج. 191 ع. 5: 263–6. PMID:19740047.
3. ↑  Ernst، E؛ Posadzki، P؛ Lee، MS (فبراير 2011). "Reflexology: an update of a ". Maturitas. ج. 68 ع. 2: 116–20. DOI:10.1016/j.maturitas.2010.10.011. PMID:21111551.
4. ↑  Ernst, Edzard (2008). نسخة محفوظة 20 مايو 2020 على موقع واي باك مشين.
5. ↑  Reflexology نسخة محفوظة 03 مارس 2016 على موقع واي باك مشين.
6. ↑  Massage, reflexology and other manual methods for managing pain in labou نسخة محفوظة 27 مارس 2018 على موقع واي باك مشين.
7. ↑  Barrett، Stephen (25 سبتمبر 2004). "Reflexology: A close look". كواكواتش. مؤرشف من الأصل في 2018-09-23. اطلع عليه بتاريخ 2007-10-12.
8. ↑  Singh, Simon; Ernst, Edzard (2008). Trick or Treatment? Alternative Medicine on Trial. Transworld. ISBN 978-0-593-06129-9.
9. ↑  CNHC - Policies [وصلة مكسورة] نسخة محفوظة 17 نوفمبر 2012 على موقع واي باك مشين.
10. ↑  CNHC Wishes to Thank Simon Perry, http://adventuresinnonsense.blogspot.com, Friday, 27 November 2009 نسخة محفوظة 07 يوليو 2018 على موقع واي باك مشين.
11. ↑   نسخة محفوظة 2 فبراير 2016 على موقع واي باك مشين. [وصلة مكسورة]
12. ↑  Reflexology in Denmark نسخة محفوظة 4 أبريل 2012 على موقع واي باك مشين. text from Knowledge and Research Center for Alternative Medicine نسخة محفوظة 4 أبريل 2012 على موقع واي باك مشين.a Danish governmental institution
13. ↑  Nifab-undersøgelsen in Norwegean only نسخة محفوظة 17 مارس 2013 على موقع واي باك مشين.
14. ↑  Norman، Laura؛ Thomas Cowan (1989). The Reflexology Handbook, A Complete Guide. Piatkus. ص. 17. {{استشهاد بكتاب}}: الوسيط غير المعروف |الرقم المعياري= تم تجاهله يقترح استخدام |ردمك= (مساعدة)
15. ↑  Fitzgerald, William H.; Bowers, Edwin F. (1917) Zone therapy; or, Relieving pain at home. Columbus, Ohio: I. W. Long, Publisher (California Digital Library) Accessed Jan. 2015 نسخة محفوظة 02 مايو 2017 على موقع واي باك مشين.
16. ↑  Benjamin، Patricia (1989). "Eunice D. Ingham and the development of foot reflexology in the U.S". American Massage Therapy Journal.
17. ↑  "Massagenerd.com Presents History of Massage, Therapies & Rules" (PDF). مؤرشف من الأصل (pdf) في 2012-03-08. اطلع عليه بتاريخ 2007-10-12.
18. ↑  cancer.org - Reflexology نسخة محفوظة 24 أبريل 2015 على موقع واي باك مشين.

## الروابط الخارجية
•	"Reflexology at American Cancer Society". American Cancer Society. 2009-03-02. Retrieved 2009-03-02.
•	Barrett, Stephen (2004-09-25). "Reflexology: A close look". Quackwatch. Retrieved 2011-03-14.
•	Carroll, Robert Todd (2007-10-03). "Skeptics Dictionary: Definition of Reflexology". Retrieved 2011-03-14.
•	Dunning, Brian (2007-01-28). "Reflexology: Only Dangerous If You Use It". Retrieved 2011-03-14.
•	Reflexology in the management of encopresis and chronic constipation
•	Scientific literary review compilation on Reflexology - 50 page PDF - Compiled by AQTN